# NGC 4890
NGC 4890 este o galaxie spirală situată în constelația Fecioara. A fost descoperită în 11 martie 1787 de către William Herschel. Se află la o distanță de 45,3 de megaparseci de Pământ.